# Phratora ryanggangensis
Phratora ryanggangensis es una especie de insecto coleóptero de la familia Chrysomelidae. Fue descrita en 1994 por Gruev.